# Тодірень (Ботошань)
Тодірень, Тодірені (рум. Todireni) — село у повіті Ботошані в Румунії. Входить до складу комуни Тодірень.
Село розташоване на відстані 362 км на північ від Бухареста, 36 км на південний схід від Ботошань, 62 км на північний захід від Ясс.

## Населення
За даними перепису населення 2002 року у селі проживали 2105 осіб.
Національний склад населення села:
| Національність | Кількість осіб | Відсоток |
| -------------- | -------------- | -------- |
| румуни         | 2049           | 97,3%    |
| цигани         | 55             | 2,6%     |

Рідною мовою назвали:
| Мова      | Кількість осіб | Відсоток |
| --------- | -------------- | -------- |
| румунська | 2049           | 97,3%    |
| циганська | 55             | 2,6%     |